# Haumont-près-Samogneux
Haumont-près-Samogneux – miejscowość i gmina we Francji, w regionie Grand Est, w departamencie Moza.
Według danych na rok 1990 gminę zamieszkiwało 0 osób, a gęstość zaludnienia wynosiła 0 osób/km² (wśród 2335 gmin Lotaryngii Haumont-près-Samogneux plasuje się na ostatnim miejscu pod względem liczby ludności, natomiast pod względem powierzchni na miejscu 549.).

## Historia
Gmina bez mieszkańców, to jedna z sześciu francuskich miejscowości nigdy nie odbudowanych po zniszczeniach z czasu I wojny światowej. Ogłoszono ją "miejscowością, która zginęła za Francję" i zdecydowano o jej zachowaniu w celu upamiętnienia wydarzeń, które się tu rozegrały. Gmina jest dziś administrowana przez trzyosobową radę desygnowaną przez prefekta departamentu Moza.